# Europees kampioenschap voetbal mannen onder 19 - 2007 (kwalificatie)
De kwalificatie voor het Europees kampioenschap voetbal voor mannen onder 18 jaar van 2007 werd gespeeld tussen 27 september 2007 en 6 juni 2008. Er zouden in totaal zeven landen kwalificeren voor het eindtoernooi dat in juli 2008 heeft plaatsgevonden in Oostenrijk. Spelers die geboren zijn na 1 januari 1988 mochten deelnemen. Oostenrijk hoefde geen kwalificatiewedstrijden te spelen, dat land was als gastland automatisch gekwalificeerd. In totaal deden er 51 landen van de UEFA mee.

## Gekwalificeerde landen
| # | Land        | Gekwalificeerd als          | Beste prestatie               |
| - | ----------- | --------------------------- | ----------------------------- |
| 1 | Oostenrijk  | Gastland                    | Halve finale (2003 en 2006)   |
| 2 | Duitsland   | Eliteronde: Winnaar groep 1 | Tweede (2002)                 |
| 3 | Griekenland | Eliteronde: Winnaar groep 2 | Groepsfase (2005)             |
| 4 | Rusland     | Eliteronde: Winnaar groep 3 | Debuut                        |
| 5 | Portugal    | Eliteronde: Winnaar groep 4 | Tweede (2003)                 |
| 6 | Spanje      | Eliteronde: Winnaar groep 5 | Kampioen (2002, 2004 en 2006) |
| 7 | Frankrijk   | Eliteronde: Winnaar groep 6 | Kampioen (2005)               |
| 8 | Servië      | Eliteronde: Winnaar groep 7 | Halve finale (2005)           |

## Kwalificatieronde
Spanje, Italië en Engeland zijn automatisch gekwalificeerd voor de eliteronde en hoefden dus niet in de kwalificatieronde te spelen.

### Groep 1
De wedstrijden werden gespeeld tussen 20 oktober en 25 oktober in Bulgarije.
| Pos | Team        | Wed | W | G | V | Ptn | DV | DT | +/− | Kwalificatie              |   | GRE | BUL | UKR | KAZ |
| --- | ----------- | --- | - | - | - | --- | -- | -- | --- | ------------------------- | - | --- | --- | --- | --- |
| 1   | Griekenland | 3   | 2 | 0 | 1 | 6   | 6  | 5  | +1  | Geplaatst voor eliteronde |   | —   | 2–0 | 2–1 | 2–4 |
| 2   | Bulgarije   | 3   | 1 | 1 | 1 | 4   | 4  | 2  | +2  | Geplaatst voor eliteronde |   | —   | —   | 0–0 | 4–0 |
| 3   | Oekraïne    | 3   | 1 | 1 | 1 | 4   | 3  | 2  | +1  |                           |   | —   | —   | —   | 2–0 |
| 4   | Kazachstan  | 3   | 1 | 0 | 2 | 3   | 4  | 8  | −4  |                           | — | —   | —   | —   |     |

### Groep 2
De wedstrijden werden gespeeld tussen 6 oktober en 11 oktober in Slovenië.
| Pos | Team          | Wed | W | G | V | Ptn | DV | DT | +/− | Kwalificatie              |   | ISR | SUI | SLO | LIE |
| --- | ------------- | --- | - | - | - | --- | -- | -- | --- | ------------------------- | - | --- | --- | --- | --- |
| 1   | Israël        | 3   | 3 | 0 | 0 | 9   | 11 | 1  | +10 | Geplaatst voor eliteronde |   | —   | 2–1 | 3–0 | 6–0 |
| 2   | Zwitserland   | 3   | 2 | 0 | 1 | 6   | 6  | 3  | +3  | Geplaatst voor eliteronde |   | —   | —   | 2–1 | 3–0 |
| 3   | Slovenië      | 3   | 1 | 0 | 2 | 3   | 6  | 5  | +1  |                           |   | —   | —   | —   | 5–0 |
| 4   | Liechtenstein | 3   | 0 | 0 | 3 | 0   | 0  | 14 | −14 |                           | — | —   | —   | —   |     |

### Groep 3
De wedstrijden werden gespeeld tussen 6 oktober en 11 oktober in Noord-Macedonië.
| Pos | Team            | Wed | W | G | V | Ptn | DV | DT | +/− | Kwalificatie              |   | IRL | NED | BLR | MKD |
| --- | --------------- | --- | - | - | - | --- | -- | -- | --- | ------------------------- | - | --- | --- | --- | --- |
| 1   | Ierland         | 3   | 3 | 0 | 0 | 9   | 8  | 1  | +7  | Geplaatst voor eliteronde |   | —   | 2–0 | 4–1 | 2–0 |
| 2   | Nederland       | 3   | 2 | 0 | 1 | 6   | 4  | 3  | +1  | Geplaatst voor eliteronde |   | —   | —   | 3–1 | 1–0 |
| 3   | Wit-Rusland     | 3   | 1 | 0 | 2 | 3   | 3  | 7  | −4  |                           |   | —   | —   | —   | 1–0 |
| 4   | Noord-Macedonië | 3   | 0 | 0 | 3 | 0   | 0  | 4  | −4  |                           | — | —   | —   | —   |     |

### Groep 4
De wedstrijden werden gespeeld tussen 4 oktober en 9 oktober in Roemenië.
| Pos | Team          | Wed | W | G | V | Ptn | DV | DT | +/− | Kwalificatie              |   | ROM | GEO | BEL | NIR |
| --- | ------------- | --- | - | - | - | --- | -- | -- | --- | ------------------------- | - | --- | --- | --- | --- |
| 1   | Roemenië      | 3   | 3 | 0 | 0 | 9   | 10 | 2  | +8  | Geplaatst voor eliteronde |   | —   | 3–0 | 4–2 | 3–0 |
| 2   | Georgië       | 3   | 2 | 0 | 1 | 6   | 4  | 5  | −1  | Geplaatst voor eliteronde |   | —   | —   | 3–2 | 1–0 |
| 3   | België        | 3   | 1 | 0 | 2 | 3   | 8  | 9  | −1  |                           |   | —   | —   | —   | 4–2 |
| 4   | Noord-Ierland | 3   | 0 | 0 | 3 | 0   | 2  | 8  | −6  |                           | — | —   | —   | —   |     |

### Groep 5
De wedstrijden werden gespeeld tussen 27 september en 2 oktober in Andorra.
| Pos | Team      | Wed | W | G | V | Ptn | DV | DT | +/− | Kwalificatie              |   | RUS | SVK | ALB | AND |
| --- | --------- | --- | - | - | - | --- | -- | -- | --- | ------------------------- | - | --- | --- | --- | --- |
| 1   | Rusland   | 3   | 2 | 0 | 1 | 6   | 4  | 1  | +3  | Geplaatst voor eliteronde |   | —   | 1–0 | 2–0 | 2–0 |
| 2   | Slowakije | 3   | 2 | 0 | 1 | 6   | 6  | 3  | +3  | Geplaatst voor eliteronde |   | —   | —   | 2–3 | 3–0 |
| 3   | Albanië   | 3   | 2 | 0 | 1 | 6   | 5  | 4  | +1  |                           |   | —   | —   | —   | 2–0 |
| 4   | Andorra   | 3   | 0 | 0 | 3 | 0   | 0  | 7  | −7  |                           | — | —   | —   | —   |     |

### Groep 6
De wedstrijden werden gespeeld tussen 6 oktober en 11 oktober in Zweden.
| Pos | Team    | Wed | W | G | V | Ptn | DV | DT | +/− | Kwalificatie              |   | SWE | ISL | POL | FAR |
| --- | ------- | --- | - | - | - | --- | -- | -- | --- | ------------------------- | - | --- | --- | --- | --- |
| 1   | Zweden  | 3   | 2 | 0 | 1 | 6   | 7  | 4  | +3  | Geplaatst voor eliteronde |   | —   | 2–0 | 1–3 | 4–1 |
| 2   | IJsland | 3   | 2 | 0 | 1 | 6   | 5  | 3  | +2  | Geplaatst voor eliteronde |   | —   | —   | 2–0 | 3–1 |
| 3   | Polen   | 3   | 2 | 0 | 1 | 6   | 5  | 4  | +1  |                           |   | —   | —   | —   | 2–1 |
| 4   | Faeröer | 3   | 0 | 0 | 3 | 0   | 3  | 9  | −6  |                           | — | —   | —   | —   |     |

### Groep 7
De wedstrijden werden gespeeld tussen 27 oktober en 1 november in Cyprus.
| Pos | Team         | Wed | W | G | V | Ptn | DV | DT | +/− | Kwalificatie              |   | HUN | AZE | ARM | CYP |
| --- | ------------ | --- | - | - | - | --- | -- | -- | --- | ------------------------- | - | --- | --- | --- | --- |
| 1   | Hongarije    | 3   | 3 | 0 | 0 | 9   | 12 | 2  | +10 | Geplaatst voor eliteronde |   | —   | 5–0 | 4–1 | 3–1 |
| 2   | Azerbeidzjan | 3   | 1 | 1 | 1 | 4   | 3  | 7  | −4  | Geplaatst voor eliteronde |   | —   | —   | 2–1 | 1–1 |
| 3   | Armenië      | 3   | 1 | 0 | 2 | 3   | 3  | 6  | −3  |                           |   | —   | —   | —   | 1–0 |
| 4   | Cyprus       | 3   | 0 | 1 | 2 | 1   | 2  | 5  | −3  |                           | — | —   | —   | —   |     |

### Groep 8
De wedstrijden werden gespeeld tussen 15 oktober en 20 oktober in Denemarken.
| Pos | Team       | Wed | W | G | V | Ptn | DV | DT | +/− | Kwalificatie              |   | FRA | DEN | MLT | FIN |
| --- | ---------- | --- | - | - | - | --- | -- | -- | --- | ------------------------- | - | --- | --- | --- | --- |
| 1   | Frankrijk  | 3   | 3 | 0 | 0 | 9   | 8  | 2  | +6  | Geplaatst voor eliteronde |   | —   | 1–0 | 4–2 | 3–0 |
| 2   | Denemarken | 3   | 1 | 1 | 1 | 4   | 5  | 4  | +1  | Geplaatst voor eliteronde |   | —   | —   | 1–1 | 4–2 |
| 3   | Malta      | 3   | 0 | 2 | 1 | 2   | 4  | 6  | −2  |                           |   | —   | —   | —   | 1–1 |
| 4   | Finland    | 3   | 0 | 1 | 2 | 1   | 3  | 8  | −5  |                           | — | —   | —   | —   |     |

### Groep 9
De wedstrijden werden gespeeld tussen 5 oktober en 10 oktober in Schotland.
| Pos | Team                  | Wed | W | G | V | Ptn | DV | DT | +/− | Kwalificatie              |   | SCO | GER | EST | BIH |
| --- | --------------------- | --- | - | - | - | --- | -- | -- | --- | ------------------------- | - | --- | --- | --- | --- |
| 1   | Schotland             | 3   | 3 | 0 | 0 | 9   | 11 | 0  | +11 | Geplaatst voor eliteronde |   | —   | 1–0 | 4–0 | 6–0 |
| 2   | Duitsland             | 3   | 2 | 0 | 1 | 6   | 12 | 3  | +9  | Geplaatst voor eliteronde |   | —   | —   | 7–2 | 5–0 |
| 3   | Estland               | 3   | 1 | 0 | 2 | 3   | 5  | 12 | −7  |                           |   | —   | —   | —   | 3–1 |
| 4   | Bosnië en Herzegovina | 3   | 0 | 0 | 3 | 0   | 1  | 14 | −13 |                           | — | —   | —   | —   |     |

### Groep 10
De wedstrijden werden gespeeld tussen 31 oktober en 5 november in Luxemburg.
| Pos | Team      | Wed | W | G | V | Ptn | DV | DT | +/− | Kwalificatie              |   | CZE | TUR | LUX | WAL |
| --- | --------- | --- | - | - | - | --- | -- | -- | --- | ------------------------- | - | --- | --- | --- | --- |
| 1   | Tsjechië  | 3   | 2 | 1 | 0 | 7   | 8  | 1  | +7  | Geplaatst voor eliteronde |   | —   | 2–0 | 1–1 | 5–0 |
| 2   | Turkije   | 3   | 2 | 0 | 1 | 6   | 8  | 4  | +4  | Geplaatst voor eliteronde |   | —   | —   | 4–1 | 4–1 |
| 3   | Luxemburg | 3   | 1 | 1 | 1 | 4   | 3  | 5  | −2  |                           |   | —   | —   | —   | 1–0 |
| 4   | Wales     | 3   | 0 | 0 | 3 | 0   | 1  | 10 | −9  |                           | — | —   | —   | —   |     |

### Groep 11
De wedstrijden werden gespeeld tussen 4 oktober en 9 oktober in Noorwegen.
| Pos | Team       | Wed | W | G | V | Ptn | DV | DT | +/− | Kwalificatie              |   | NOR | POR | LAT | SMR |
| --- | ---------- | --- | - | - | - | --- | -- | -- | --- | ------------------------- | - | --- | --- | --- | --- |
| 1   | Noorwegen  | 3   | 2 | 1 | 0 | 7   | 9  | 3  | +6  | Geplaatst voor eliteronde |   | —   | 2–2 | 2–1 | 5–0 |
| 2   | Portugal   | 3   | 2 | 1 | 0 | 7   | 8  | 2  | +6  | Geplaatst voor eliteronde |   | —   | —   | 1–0 | 5–0 |
| 3   | Letland    | 3   | 1 | 0 | 2 | 3   | 6  | 3  | +3  |                           |   | —   | —   | —   | 5–0 |
| 4   | San Marino | 3   | 0 | 0 | 3 | 0   | 0  | 15 | −15 |                           | — | —   | —   | —   |     |

### Groep 12
De wedstrijden werden gespeeld tussen 17 oktober en 22 oktober in Litouwen.
| Pos | Team     | Wed | W | G | V | Ptn | DV | DT | +/− | Kwalificatie              |   | SRB | CRO | MDV | LTU |
| --- | -------- | --- | - | - | - | --- | -- | -- | --- | ------------------------- | - | --- | --- | --- | --- |
| 1   | Servië   | 3   | 2 | 1 | 0 | 7   | 10 | 3  | +7  | Geplaatst voor eliteronde |   | —   | 2–2 | 4–1 | 4–0 |
| 2   | Kroatië  | 3   | 2 | 1 | 0 | 7   | 7  | 2  | +5  | Geplaatst voor eliteronde |   | —   | —   | 3–0 | 2–0 |
| 3   | Moldavië | 3   | 1 | 0 | 2 | 3   | 3  | 7  | −4  |                           |   | —   | —   | —   | 2–0 |
| 4   | Litouwen | 3   | 0 | 0 | 3 | 0   | 0  | 8  | −8  |                           | — | —   | —   | —   |     |

### Ranking nummers 3
Bij de ranking werd gekeken naar de wedstrijden die de nummers drie in de poule speelden tegen de nummers 1 en 2 uit de groep. De wedstrijden tegen het land dat vierde eindigde werden dus niet meegerekend. Het beste land, IJsland, kwalificeerde zich voor de eliteronde.
| Grp | Team        | Wed | W | G | V | Ptn | DV | DT | +/− | Kwalificatie              |
| --- | ----------- | --- | - | - | - | --- | -- | -- | --- | ------------------------- |
| 6   | IJsland     | 2   | 1 | 0 | 1 | 3   | 2  | 2  | 0   | Geplaatst voor eliteronde |
| 5   | Albanië     | 2   | 1 | 0 | 1 | 3   | 3  | 4  | −1  |                           |
| 1   | Oekraïne    | 2   | 0 | 1 | 1 | 1   | 1  | 2  | −1  |                           |
| 8   | Malta       | 2   | 0 | 1 | 1 | 1   | 3  | 5  | −2  |                           |
| 10  | Luxemburg   | 2   | 0 | 1 | 1 | 1   | 2  | 5  | −3  |                           |
| 11  | Letland     | 2   | 0 | 0 | 2 | 0   | 1  | 3  | −2  |                           |
| 4   | België      | 2   | 0 | 0 | 2 | 0   | 4  | 7  | −3  |                           |
| 7   | Armenië     | 2   | 0 | 0 | 2 | 0   | 2  | 6  | −4  |                           |
| 2   | Slovenië    | 2   | 0 | 0 | 2 | 0   | 1  | 5  | −4  |                           |
| 3   | Wit-Rusland | 2   | 0 | 0 | 2 | 0   | 2  | 7  | −5  |                           |
| 12  | Moldavië    | 2   | 0 | 0 | 2 | 0   | 1  | 7  | −6  |                           |
| 9   | Estland     | 2   | 0 | 0 | 2 | 0   | 2  | 11 | −9  |                           |

## Eliteronde

### Groep 1
De wedstrijden werden gespeeld tussen 14 mei en 19 mei in Ierland.
| Pos | Team      | Wed | W | G | V | Ptn | DV | DT | +/− | Kwalificatie                      |   | GER | IRL | HUN | BUL |
| --- | --------- | --- | - | - | - | --- | -- | -- | --- | --------------------------------- | - | --- | --- | --- | --- |
| 1   | Duitsland | 3   | 2 | 1 | 0 | 7   | 3  | 0  | +3  | Geplaatst voor het hoofdtoernooi. |   | —   | 1–0 | 0–0 | 2–0 |
| 2   | Ierland   | 3   | 2 | 0 | 1 | 6   | 5  | 1  | +4  |                                   |   | —   | —   | 2–0 | 3–0 |
| 3   | Hongarije | 3   | 0 | 2 | 1 | 2   | 1  | 3  | −2  |                                   | — | —   | —   | 1–1 |     |
| 4   | Bulgarije | 3   | 0 | 1 | 2 | 1   | 1  | 6  | −5  |                                   | — | —   | —   | —   |     |

### Groep 2
De wedstrijden werden gespeeld tussen 1 juni en 6 juni in Griekenland.
| Pos | Team        | Wed | W | G | V | Ptn | DV | DT | +/− | Kwalificatie                      |   | GRE | CRO | ITA | SWE |
| --- | ----------- | --- | - | - | - | --- | -- | -- | --- | --------------------------------- | - | --- | --- | --- | --- |
| 1   | Griekenland | 3   | 2 | 1 | 0 | 7   | 8  | 2  | +6  | Geplaatst voor het hoofdtoernooi. |   | —   | 2–2 | 2–0 | 4–0 |
| 2   | Kroatië     | 3   | 1 | 2 | 0 | 5   | 6  | 4  | +2  |                                   |   | —   | —   | 3–1 | 1–1 |
| 3   | Italië      | 3   | 1 | 0 | 2 | 3   | 6  | 7  | −1  |                                   | — | —   | —   | 5–2 |     |
| 4   | Zweden      | 3   | 0 | 1 | 2 | 1   | 3  | 10 | −7  |                                   | — | —   | —   | —   |     |

### Groep 3
De wedstrijden werden gespeeld tussen 15 mei en 20 mei in Engeland.
| Pos | Team      | Wed | W | G | V | Ptn | DV | DT | +/− | Kwalificatie                      |   | RUS | NED | ENG | CZE |
| --- | --------- | --- | - | - | - | --- | -- | -- | --- | --------------------------------- | - | --- | --- | --- | --- |
| 1   | Rusland   | 3   | 2 | 1 | 0 | 7   | 5  | 1  | +4  | Geplaatst voor het hoofdtoernooi. |   | —   | 0–0 | 2–0 | 3–1 |
| 2   | Nederland | 3   | 2 | 1 | 0 | 7   | 4  | 1  | +3  |                                   |   | —   | —   | 2–1 | 2–0 |
| 3   | Engeland  | 3   | 1 | 0 | 2 | 3   | 3  | 4  | −1  |                                   | — | —   | —   | 2–0 |     |
| 4   | Tsjechië  | 3   | 0 | 0 | 3 | 0   | 1  | 7  | −6  |                                   | — | —   | —   | —   |     |

### Groep 4
De wedstrijden werden gespeeld tussen 23 mei en 28 mei in Schotland.
| Pos | Team      | Wed | W | G | V | Ptn | DV | DT | +/− | Kwalificatie                      |   | POR | TUR | SCO | GEO |
| --- | --------- | --- | - | - | - | --- | -- | -- | --- | --------------------------------- | - | --- | --- | --- | --- |
| 1   | Portugal  | 3   | 2 | 1 | 0 | 7   | 5  | 2  | +3  | Geplaatst voor het hoofdtoernooi. |   | —   | 1–0 | 4–2 | 0–0 |
| 2   | Turkije   | 3   | 1 | 1 | 1 | 4   | 3  | 3  | 0   |                                   |   | —   | —   | 2–1 | 1–1 |
| 3   | Schotland | 3   | 1 | 0 | 2 | 3   | 5  | 7  | −2  |                                   | — | —   | —   | 2–1 |     |
| 4   | Georgië   | 3   | 0 | 2 | 1 | 2   | 2  | 3  | −1  |                                   | — | —   | —   | —   |     |

### Groep 5
De wedstrijden werden gespeeld tussen 30 mei en 4 juni in Noorwegen.
| Pos | Team         | Wed | W | G | V | Ptn | DV | DT | +/− | Kwalificatie                      |   | ESP | ISL | AZE | NOR |
| --- | ------------ | --- | - | - | - | --- | -- | -- | --- | --------------------------------- | - | --- | --- | --- | --- |
| 1   | Spanje       | 3   | 3 | 0 | 0 | 9   | 12 | 4  | +8  | Geplaatst voor het hoofdtoernooi. |   | —   | 3–2 | 4–0 | 5–2 |
| 2   | IJsland      | 3   | 1 | 0 | 2 | 3   | 10 | 9  | +1  |                                   |   | —   | —   | 5–2 | 3–4 |
| 3   | Azerbeidzjan | 3   | 1 | 0 | 2 | 3   | 4  | 10 | −6  |                                   | — | —   | —   | 2–1 |     |
| 4   | Noorwegen    | 3   | 1 | 0 | 2 | 3   | 7  | 10 | −3  |                                   | — | —   | —   | —   |     |

### Groep 6
De wedstrijden werden gespeeld tussen 8 mei en 13 mei in Israël.
| Pos | Team      | Wed | W | G | V | Ptn | DV | DT | +/− | Kwalificatie                      |   | FRA | ISR | POL | SVK |
| --- | --------- | --- | - | - | - | --- | -- | -- | --- | --------------------------------- | - | --- | --- | --- | --- |
| 1   | Frankrijk | 3   | 2 | 0 | 1 | 6   | 6  | 3  | +3  | Geplaatst voor het hoofdtoernooi. |   | —   | 3–1 | 3–1 | 0–1 |
| 2   | Israël    | 3   | 2 | 0 | 1 | 6   | 11 | 4  | +7  |                                   |   | —   | —   | 4–1 | 6–0 |
| 3   | Polen     | 3   | 1 | 0 | 2 | 3   | 4  | 8  | −4  |                                   | — | —   | —   | 2–1 |     |
| 4   | Slowakije | 3   | 1 | 0 | 2 | 3   | 2  | 8  | −6  |                                   | — | —   | —   | —   |     |

### Groep 7
De wedstrijden werden gespeeld tussen 31 mei en 5 juni in Zwitserland.
| Pos | Team        | Wed | W | G | V | Ptn | DV | DT | +/− | Kwalificatie                      |   | SRB | ROM | SUI | DEN |
| --- | ----------- | --- | - | - | - | --- | -- | -- | --- | --------------------------------- | - | --- | --- | --- | --- |
| 1   | Servië      | 3   | 3 | 0 | 0 | 9   | 5  | 1  | +4  | Geplaatst voor het hoofdtoernooi. |   | —   | 2–0 | 1–0 | 2–1 |
| 2   | Roemenië    | 3   | 2 | 0 | 1 | 6   | 7  | 5  | +2  |                                   |   | —   | —   | 4–2 | 3–1 |
| 3   | Zwitserland | 3   | 1 | 0 | 2 | 3   | 4  | 5  | −1  |                                   | — | —   | —   | 2–0 |     |
| 4   | Denemarken  | 3   | 0 | 0 | 3 | 0   | 2  | 7  | −5  |                                   | — | —   | —   | —   |     |